# Виннебаго (язык)
Виннебаго (Ho-Chunk, Hocák, Hocak Wazijaci, Hocank, Hochank, Winnebago) — вымирающий сиуанский язык, на котором говорит народ виннебаго, проживающий в индейской резервации Виннебаго на востоке штата Небраска и на разбросанных территориях центральной части штата Висконсин в США. Имеет небраскский и висконсинский диалекты.